# Gadubanud

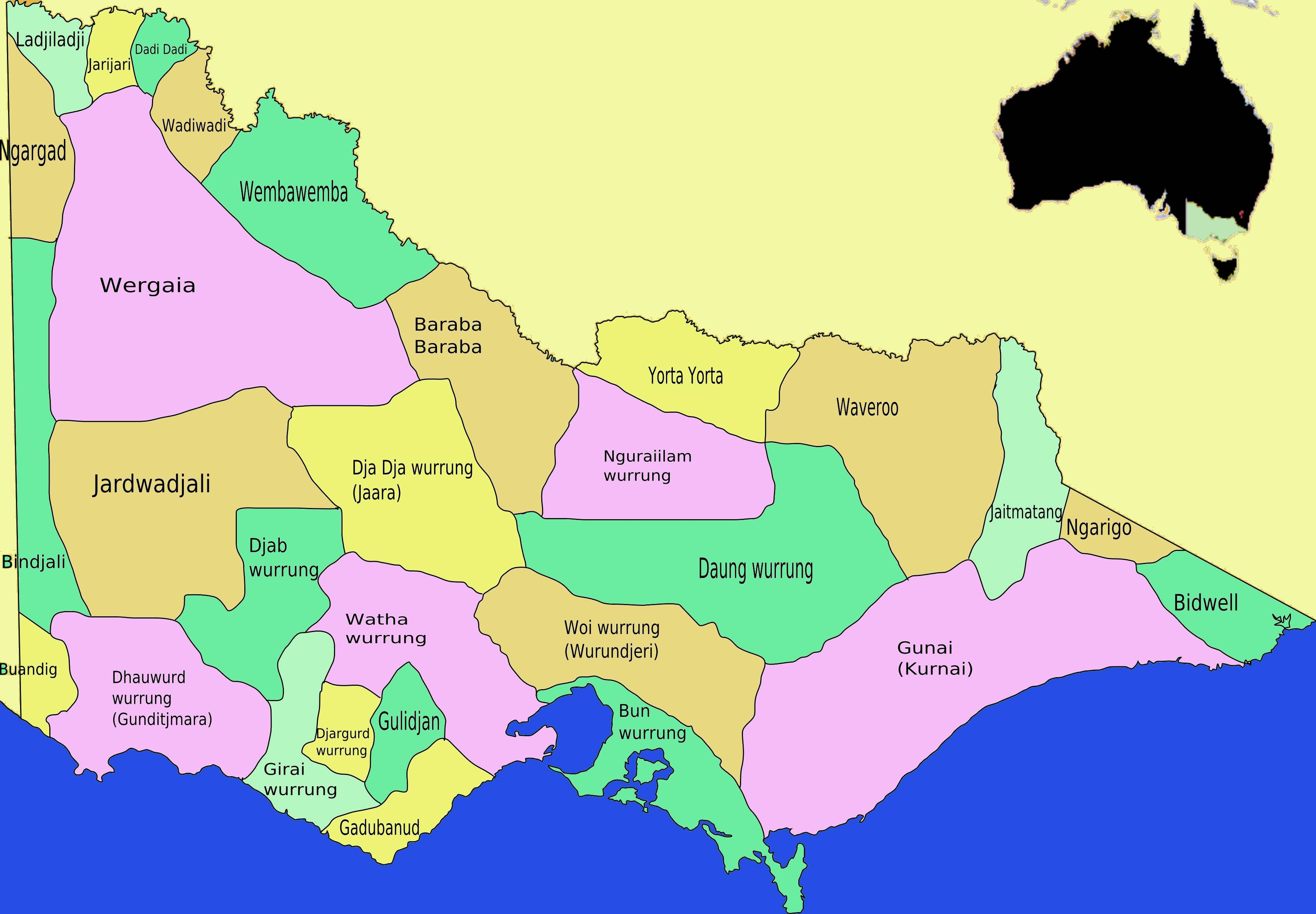
Sprachgebiete der Aborigines in Victoria

Die Gadubanud, auch Katabanut genannt, sind ein Stamm der Aborigines, der auf dem Regenwald-Plateau und an der felsigen Küstenlinie des Cape Otway im Westen von Victoria in den Gebieten der heutigen Städte Lorne und Apollo Bay lebte. Der Gellibrand River und der Barwon River bildeten die territorialen Grenzen mit den Wada wurrung im Nordwesten, Gulidjan im Norden und Girai Wurrung im Westen. Gadubanud  bedeutet Königssittich-Stamm (King Parrot). Es gab keinerlei Zusammenstöße mit den Gadubanud nach dem Jahre 1846, obwohl einige von ihnen Schutz in der Weslayan-Missionsstation bei Birregurra und später in der Framlingham-Missionsstation fanden. Heute ist das Gunditjmara-Stamm der traditionelle Sachverwalter des Gadubanud-Landes, obwohl in der Region Aborigine-Stämme sind, die von den Gudabanud abstammen.

## Gesellschaft
Es ist bekannt, dass die Gadubanud mit Speeren aus Holz und Speerspitzen aus hartem grünem Stein vom Mount William handelten, der in den Steinbrüchen der Wurundjeri gebrochen wurde, wenn die Stämme Victoria durchquerten, um ihre traditionellen Zeremonien am Mount Noorat, Mount Napier und Gebiet von Gariwerd abzuhalten. Dies wird in Clarks „Ethnohistoric and linguistic information on the people of the Cape Otway Ranges“ berichtet.
Am Cape Otway befinden sich zahlreiche Muschelhaufen, die zeigen, dass Gadubanud Muscheln aßen, wie Turban-Muschel, Abalone, Große Strandschnecke, Elefanten-Muschel, Käferschnecke, gebackene Muschel und Napfschnecke. Es ist bekannt, dass Robben, Cape-Barren-Gänse, Aale und Enten ebenso mit New-Zealand-Spinat, Pflanzenknollen und Beeren gegessen wurden. Die Gadubanud bauten Kanus zum Befahren von Flüssen, Seen und Meeresarmen sowie entlang der Küste. Aborigines, die die Küsten entlang fuhren, berichteten von Segelschiffen.
Während der 1830er Jahre nahmen die Gadubanud erfolgreiche Beziehungen zu den europäischen Siedlern auf. Die ersten Landbesetzer dachten, dass das Cape Otway unbewohnt sei. Es gab jedoch in diesem Gebiet fünf Clans, die Bangura gundidj, Guringid gundidj, Ngalla gundidj, Ngarowurd gundidj und Yan Yan Gurt. Die Gadubanud wurden als Wilde von ihren sprachlich benachbarten Aborigines-Gruppen der Wada Wurrung und Girai Wurring angesehen.

## Sprache
Wenig linguistisches Material ist von der Gadubanud-Sprache überliefert. Eine Verbindung mit den Gulidjan im Norden wird in der Literatur vermutet. Die Sprache wurde erstmals von James Dawson im Jahre 1881 erkannt und bedeutet King Parrot language (Königsittich-Sprache).

## Geschichte
Chief Protector George Augustus Robinson traf auf seiner Reise nach Port Fairy im Jahre 1842 drei Gadubanud-Clans an, als er an die Mündung des Hopkin River kam. Von dieser Begegnung gibt es Informationen über einige Clan und deren territoriale Grenzen. Im Jahre 1842 raubten Gadubanud in einer Außenstation Essen und Decken.
Superintendent Charles La Trobe machte drei Expeditionen, um das Cape Otway zu erreichen und bei seinem dritten Versuch im März 1846 traf er sieben Männer und Frauen der Gadubanud im Aire Valley.

### Blanket-Bay-Massaker
Später im Jahre 1846 wurde George D. Smythe beauftragt, die Gegend des Cape Otway zu erkunden. Als eine ihrer Frauen von Convey, einem Mitglied der Expedition entführt wurde, töteten sie in einer Auseinandersetzung den europäischen Entführer. Smythe ging nach Melbourne zurück und organisierte eine Strafexpedition, die im August 1846 begann. Die Expedition umfasste auch einige Aborigines des Wurrung-Stamms und sie traf auf sieben Gadubanud an der Mündung des Aire River an der Blanket Bay, die sie attackierten und töteten. Ein Bericht über das Massaker wurde im Argus am 1. September 1846 veröffentlicht. Das Blanket-Bay-Massaker wird auch als strategische Maßnahme zu Gebietsbereinigung und zur Sicherung der Leuchttürme interpretiert. Ian Clark berichtet auch, dass eine Anzahl weiterer Berichte das Massaker verzerrte, dass es Vergewaltigungen beinhaltete und die Anzahl der Getöteten inflationierte oder als Attacke der Niederlassung des Native-Police-Corps, geführt von Foster Fyans, darstellte. Eine ähnlich verzerrte Geschichte ist in einem Bericht von Aldo Massola abgedruckt:
In 1848 one of two survivors, a woman who then lived in Warrnambool, told the story: One of the white men had interferred with a lubra, and her husband had killed the aggressor. The Black Police had come shortly after and had shot down indiscriminately the whole of her group, about twenty men, women and children. She and another lubra were only slightly wounded, and hid themselves in the scrub until the attackers left the scene of the massacre.  As far as she knew they were the only survivors. (Deutsch: Im Jahre 1848 berichteten eine der zwei Überlebenden, eine Frau, die nun in Warrnambool lebt: Einer der weißen Männer hatte mit einer Aborigine-Frau einen Zwist und ihr Mann tötete den Aggressor. Das Native-Police-Corps kam kurz darauf und erschoss die gesamte Gruppe von über 20 Männern, Frauen und Kinder. Sie und eine weitere Aborigine-Frau waren leicht verwundet und versteckten sich im Unterholz, bis die Angreifer den Platz des Massakers verließen. So weit sie weiß, waren sie die einzigen Überlebenden des Massakers.)
In Übereinstimmung mit Clark gibt es keine Zusammenstöße zwischen den Gadubanud und den europäischen Siedlern nach 1846.